# 緑閃石
緑閃石（りょくせんせき、actinolite、アクチノライト）は、鉱物（ケイ酸塩鉱物）の一種で、Ca角閃石に属する。透緑閃石（とうりょくせんせき）、アクチノ閃石（あくちのせんせき）、陽起石（ようきせき）ともいう。
化学組成は Ca2(Mg,Fe)5Si8O22(OH)2 (Mg/(Mg+Fe)=0.5-0.9) で、鉄（Fe）をほとんど含まないと透閃石になる（Mg/(Mg+Fe)=1.0-0.9）。マグネシウム（Mg）よりも鉄（Fe）が多いものは鉄緑閃石（ferro-actinolite）。
成分により灰白色から緑色。マグネシウムを多く含むものは灰白色で、鉄が多くなると緑色が強くなる。比重3.1、モース硬度6。単斜晶系。
緑色片岩などの変成岩中に含まれることが多い。
江戸時代には、胡蝶の舞の仕掛けに使われた。